# Rivière Lenoir
Rivière Lenoir är ett vattendrag i Kanada.   Det ligger i provinsen Québec, i den sydöstra delen av landet, 170 km nordost om huvudstaden Ottawa.
I omgivningarna runt Rivière Lenoir växer i huvudsak blandskog. Trakten runt Rivière Lenoir är nära nog obefolkad, med mindre än två invånare per kvadratkilometer.